# .uk
.uk ist die länderspezifische Top-Level-Domain (ccTLD) des Vereinigten Königreichs, die am 24. Juli 1985 eingeführt wurde und vom britischen Registrar Nominet verwaltet wird. Mit Marktanteil von 2,2 Prozent ist .uk die sechstbeliebteste Top-Level-Domain hinter .com, .org, .ru, .net und .de.
Insgesamt darf eine .uk-Domain zwischen 3 und 63 Zeichen lang sein und nur alphanumerische Zeichen beinhalten. Sonderzeichen nach dem Punycode-Verfahren werden nicht von jedem Domain-Name-Registrar unterstützt. Die Konnektierung läuft vollständig automatisiert ab und benötigt in der Regel nur wenige Stunden.

## Second-Level-Domains
Seit dem 10. Juni 2014 ist die Domain-Registrierung direkt unterhalb .uk möglich. Des Weiteren existieren folgende Second-Level-Domains, die teilweise nur speziellen Personen oder Organisationen offenstehen:
- .ac.uk – akademische Organisationen
- .co.uk – allgemeine Benutzung (übliche kommerzielle Organisationen)
- .gov.uk – Regierung
- .judiciary.uk – Gerichte
- .ltd.uk – Firmen mit Gesellschaftsform Limited company (Kapitalgesellschaft)
- .me.uk – allgemeine Benutzung (übliche persönliche Webseiten)
- .mod.uk – Britisches Verteidigungsministerium
- .net.uk – Internet service provider und Firmen im Netzwerksegment (anders als bei .net ist die Registrierung nicht allgemein zugänglich)
- .nhs.uk – staatliches Gesundheitssystem
- .nic.uk – .uk-Registrar
- .org.uk – allgemeine Benutzung (üblich gemeinnützige Organisationen)
- .parliament.uk – britisches Parlament
- .plc.uk – Firmen mit Gesellschaftsform Public limited company
- .police.uk – britische Polizei
- .sch.uk – Schulen

Die meistregistrierte der Domains zweiter Ebene ist .co.uk, gefolgt von .org.uk und .me.uk. Nur selten werden .plc.uk und .ltd.uk genutzt.

### Liberalisierung
Gegen Ende 2012 gab es Berichte, die Vergabestelle werde .uk auch für Domains auf zweiter Ebene öffnen. Zunächst hatte die Öffentlichkeit bis Januar 2013 die Möglichkeit, zu den Plänen der Vergabestelle eine Stellungnahme einzureichen. Die kürzeren .uk-Domains sollten für Unternehmen und erst später auch Privatpersonen zur Verfügung stehen. Die Domaingebühr sollte von 2,50 £ auf 20 £ erhöht werden. Aufgrund von Protesten der Registrare wurde das Projekt zunächst verschoben und am 27. Februar 2013 in der vorgeschlagenen Form offiziell eingestellt.
Im Juni 2013 nahm Nominet die Pläne mit geändertem Konzept unter dem Motto direct.uk wieder auf. Seit dem 10. Juni 2014 ist es möglich, Domains direkt unter .uk zu registrieren. Inhabern bestehender Domains wurde ein Vorzugsrecht eingeräumt und die Gebühr ist bei .uk identisch wie bei den Second-Level-Domains. Gleichlautende Namen, die im Oktober 2013 unterhalb .co.uk, .org.uk oder .me.uk registriert waren, blieben unter .uk bis 2019 reserviert, sofern sie nicht zuvor ausliefen.

## Einschränkungen
Die ursprünglich beabsichtigte Einschränkung der .co.uk-Domain auf die Vergabe an Firmen trägt heute nur noch rein symbolischen Charakter. In der Praxis ist sie offen für alle Bewerber. Gleiches trifft auf die .org.uk-Domain zu, die zwar für Organisationen gedacht ist, aber ohne jegliche Einschränkungen bei der Registrierung verwendet werden kann. Anders ist es bei der .me.uk-Domain, die ursprünglich keine Einschränkungen für Interessenten hatte, bei der aber mittlerweile stärker darauf geachtet wird, dass sie nur von natürlichen Personen – also ausdrücklich keinen Unternehmen – genutzt wird.
Im Fall von Streitigkeiten, die eine .uk-Domain (egal unter welcher Subdomain) betreffen, kann entweder die Schlichtung nach den Richtlinien der Vergabestelle oder ein ordentliches Gericht angerufen werden. Der High Court of Justice stellte im Frühjahr 2012 klar, dass nicht beide Wege parallel beschritten werden können, was bei den meisten anderen länderspezifischen Top-Level-Domains – inklusive .de – durchaus gestattet ist.